# 비휘발성 랜덤 액세스 메모리
비휘발성 랜덤 액세스 메모리(Non-volatile random-access memory, NVRAM)은 전원을 공급하지 않고도 데이터를 유지하는 랜덤 액세스 메모리이다. 이는 전원이 공급되는 동안에만 데이터를 유지하는 DRAM(동적 램) 및 SRAM(정적 램)이나 자기 테이프와 같은 순차 접근 메모리 형태와는 대조적이다. 무작위로 액세스할 수 있지만 전력 없이도 데이터를 무기한 유지한다.
고정 기억 장치(읽기 전용 메모리) 장치는 자동차 점화 시스템 제어 장치나 가전 제품과 같은 내장형 시스템에 시스템 펌웨어를 저장하는 데 사용할 수 있다. 또한 컴퓨터 시스템을 부트스트랩하는 데 필요한 초기 프로세서 지침을 보관하는 데에도 사용된다. NVRAM과 같은 읽기-쓰기 메모리는 교정 상수, 비밀번호 또는 설정 정보를 저장하는 데 사용할 수 있으며 마이크로 컨트롤러에 통합될 수 있다.
컴퓨터 시스템의 주 메모리가 비휘발성이라면 전원 중단 후 시스템을 시작하는 데 필요한 시간이 크게 줄어든다. 현재 기존 유형의 반도체 비휘발성 메모리는 메모리 크기, 전력 소비 또는 작동 수명에 제한이 있어 주 메모리로는 실용적이지 않다. 비휘발성 메모리 칩을 시스템의 메인 메모리, 영구 메모리로 사용하기 위한 개발이 진행되고 있다. NVDIMM-P로 알려진 영구 메모리 표준이 2021년에 발표되었다.

## 같이 보기
- 스핀토크 전가
- 스핀트로닉스
- 통일 확장 펌웨어 인터페이스